# Doris (bawley)
Pour les articles homonymes, voir Doris.
Le Doris est une sorte de cotre à voile britannique construit en 1909 à Harwich dans l'Essex. Il est l'un des rares cotres à bôme de la Tamise servant à la pêche (en anglais : Thames Bawley). Son immatriculation de coque est LO 284. Il a été reconverti en voilier de plaisance.
Ce bâtiment est inscrit au registre du National Historic Ships depuis 1998 et il est aussi l'un des nombreux bateaux de la National Historic Fleet.

## Histoire
Doris a été construit au chantier John et Herbert Cann à Harwich en 1909.
Les bawley de Harwich et de Leigh-on-Sea étaient de même conception et sortaient des mêmes chantiers. Les familles de pêcheurs migraient vers Leigh et Harwich lorsque les crevettes étaient rares sur la Tamise.
Les Bawley du chantier Cann étaient, comme barges à voile, parmi les plus meilleurs. Doris était l'un des plus grands capables de travailler dans l'estuaire de la Tamise pour la crevette d'été, et en hiver pour les sprats. Il a aussi participé à des courses de bawley.
Doris a finalement été retiré de la pêche pour devenir un certain temps une houseboat. Il a été restauré et, en 1999 un moteur a été installé. Il navigue maintenant en plaisance privée.